# Eduard Gager
Eduard Gager (* 7. Januar 1896 in Stegersbach; † unbekannt) war ein österreichischer, nationalsozialistischer Politiker und Mechaniker, Spenglermeister sowie Autounternehmer. Er hatte 1938 das Amt des Kreisorganisationsleiters inne und wurde am 15. März 1938 von Gauleiter Tobias Portschy zum Mitglied des Burgenländischen Landtags ernannt. Am 11. Mai 1938 beantragte er die Aufnahme in die NSDAP und wurde rückwirkend zum 1. Mai desselben Jahres aufgenommen (Mitgliedsnummer 6.112.390).